# كنديرة
كنديرة بلدية بولاية بجاية بالجزائر

## تضاريس
- وادي أماسين
- جبل تاليوين

## مواضيع ذات صلة
- بلديات ولاية بجاية
- دوائر ولاية بجاية